# Cruise

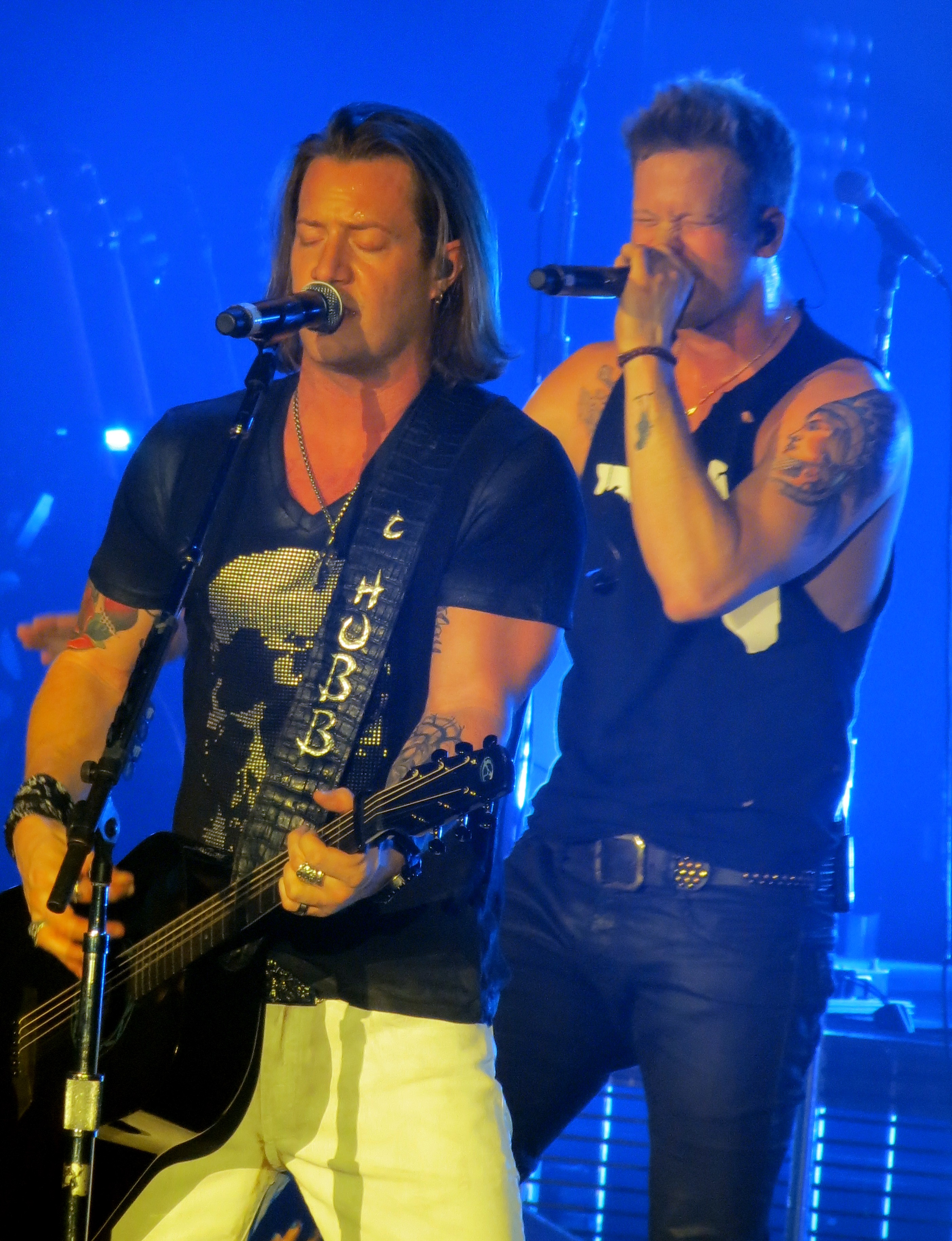
Florida Georgia Line исполняют песню на концерте во время тура Jason Aldean’s Night Train Tour 2014.

«Cruise» — песня американской кантри-группы Florida Georgia Line из альбома Here’s to the Good Times (2012). В 2013 году получила две награды CMT Music Awards в номинациях «Duo Video of the Year» и «Breakthrough Video of the Year».
Тираж «Cruise» превысил 9 млн копий и он получил 9-кр. платиновый статус RIAA в США.
«Cruise» лидировал 24 недели (из них две в 2012 году) в кантри-чарте США Hot Country Songs, побив старый 68-летний рекорд по этому показателю, державшийся с 1955 года (21 неделя на № 1 песни «In the Jailhouse Now» в исполнении Уэбба Пирса в 1955 году).
Версия песни «Cruise» при участии рэпера Nelly в июле 2013 года стала хитом № 4 в объединённом хит-параде США Billboard Hot 100.
Rolling Stone поместил песню на 155-е место в своем рейтинге 200 величайших кантри-песен всех времен.

## История
11 августа 2012 года сингл «Cruise» дебютировал на № 54 в США в чарте Billboard Hot Country Songs.
1 сентября 2012 года «Cruise» дебютировал на № 99 в основном чарте Billboard Hot 100 и за 26 недель он достиг лишь 16-го места. Однако, затем ремикс песни, перезаписанный совместно с рэпером Nelly, 20 апреля 2013 года повторно вошёл в Hot 100 на месте № 8 и позже на 38-й недели нахождения в чарте в июле 2013 года достиг 4-го места в Billboard Hot 100.
В апреле 2013 года песня стала самой успешной для всех канри-дуэтов в цифровой истории и также стала 4-м бестселлером 2013 года с тиражом 4,691,000 загрузок за год.
В июле 2013 года общий тираж сингла составил 5,356,000 копий в США.
К октябрю 2013 года песня имела тираж в 6 млн копий в США, тогда это 2-й кантри-бестселлер в истории после Lady Antebellum's «Need You Now». В январе 2014 года сингл побил рекорд Lady Antebellum’s «Need You Now» и стал самым успешным кантри-синглом в истории США. Сингл был сертифицирован 9-кр платиновым RIAA 29 января 2015 (включая интернет скачивания и прослушивания). Песня, включая все версии, достигла 7 млн общих продаж в сентябре 2014 года.
В апреле 2015 года тираж составил 7,240,000 копий в США и сингл стал 9-м цифровым бестселлером в истории.

## Музыкальное видео
Видеоклип был снят режиссёром Брайаном Ладзаро (Brian Lazzaro) и впервые показан в августе 2012 года.
На церемонии Country Music Television песня получила две награды CMT Music Awards в номинациях «Duo Video of the Year» и «Breakthrough Video of the Year».

## Позиции в чартах и сертификации
| Чарт (2012—2013)                                   | Высшая позиция |
| -------------------------------------------------- | -------------- |
| Канада (Billboard Canadian Hot 100)                | 38             |
| Канада (Billboard AC)                              | 25             |
| Канада (Billboard CHR/Top 40)                      | 9              |
| Канада (Country, Billboard)                        | 1              |
| Канада (Billboard Hot AC)                          | 5              |
| Нидерланды (Dutch Top 40)                          | 30             |
| Новая Зеландия (Recorded Music NZ)                 | 34             |
| Словакия (Rádio — Top 100)                         | 43             |
| Великобритания (OCC UK Singles)                    | 75             |
| США (Billboard Hot 100)                            | 4              |
| США (Billboard Hot Country Songs)                  | 1              |
| США (Billboard Country Airplay) · Original Version | 1              |
| США (Billboard Adult Contemporary)                 | 13             |
| США (Billboard Adult Pop Airplay)                  | 6              |
| США (Billboard Pop Airplay)                        | 7              |

| Чарт (2012)                  | Позиция |
| ---------------------------- | ------- |
| US Country Songs (Billboard) | 65      |

| Чарт (2013)                       | Позиция |
| --------------------------------- | ------- |
| US Billboard Hot 100              | 9       |
| US Hot Country Songs (Billboard)  | 1       |
| US Country Airplay (Billboard)    | 60      |
| US Adult Contemporary (Billboard) | 30      |
| US Adult Top 40 (Billboard)       | 30      |
| US Mainstream Top 40 (Billboard)  | 39      |

| Чарт (2010—2019)                 | Позиция |
| -------------------------------- | ------- |
| US Hot Country Songs (Billboard) | 3       |

## Сертификации
| Регион | Сертификация   | Продажи   |
| --- | -------------- | --------- |
| Австралия (ARIA) | 2× Платиновый  | 140 000   |
| Канада (Music Canada) | 2× Платиновый  | 160 000*  |
| США (RIAA) | 14× Платиновый | 7,598,000 |
| * Данные о продажах приведены только на основе сертификации. · Данные о продажах + прослушиваниях приведены только на основе сертификации. |                |           |